# Mílkovitsa
Mílkovitsa (búlgaro: Мѝлковица) es un pueblo de Bulgaria ubicado en el municipio de Gulyantsi, en la provincia de Pleven. Tiene una población estimada, a fines de 2021, de 1483 habitantes.
Se ubica en la periferia oriental de la capital municipal, Gulyantsi, separado de la ciudad por la ferrovía y por el río Vit, en la salida por la carretera 11, que lleva a Nikópol.

## Demografía
En 2011 tenía 1747 habitantes, de los cuales el 98,16% eran étnicamente búlgaros.
Su evolución demográfica ha sido la siguiente:
| Gráfica de evolución demográfica de Mílkovitsa entre 1934 y 2021 |
|                                                                  |